# Malvinas Argentinas (Malvinas Argentinas)
Malvinas Argentinas es una localidad cabecera del partido homónimo, provincia de Buenos Aires, Argentina, en el centro-norte del Gran Buenos Aires.

## Geografía

### Población
Cuenta con 368 habitantes (Indec, 2001).

### Sismicidad
La región responde a las subfallas «del río Paraná», y «del río de la Plata», y a la falla de «Punta del Este», con sismicidad baja; y su última expresión se produjo el 5 de junio de 1888 (136 años), a las 3.20 UTC-3, con una magnitud aproximadamente de 5,0 en la escala de Richter (terremoto del Río de la Plata de 1888).
La Defensa Civil municipal debe advertir sobre escuchar y obedecer acerca de
Área de
- Tormentas severas, poco periódicas, con Alerta Meteorológico
- Baja sismicidad, con silencio sísmico de 136 años